# Mistrzostwa Świata w Lekkoatletyce 2019 – bieg na 10 000 m mężczyzn
Bieg na 10 000 metrów mężczyzn – jedna z konkurencji biegowych rozgrywanych podczas lekkoatletycznych mistrzostw świata na Stadionie Międzynarodowym Chalifa w Dosze.

## Terminarz
Źródło: worldathletics.org.
| Data           | Godzina |       |
| -------------- | ------- | ----- |
| 6 października | 20:00   | Finał |

## Rekordy
Tabela prezentuje rekord świata, rekord mistrzostw świata, rekordy kontynentów oraz najlepszy wynik na listach światowych w sezonie 2019 przed rozpoczęciem mistrzostw.
|                            | Zawodnik              | Wynik    | Miejsce   | Data                  |
| -------------------------- | --------------------- | -------- | --------- | --------------------- |
| Rekord świata              | Kenenisa Bekele       | 26:17,53 | Bruksela  | 26 sierpnia 2005(dts) |
| Listy światowe             | Hagos Gebrhiwet       | 26:48,95 | Hengelo   | 17 lipca 2019(dts)    |
| Rekord mistrzostw świata   | Kenenisa Bekele       | 26:46,31 | Berlin    | 17 sierpnia 2009(dts) |
| Rekord Afryki              | Kenenisa Bekele       | 26:17,53 | Bruksela  | 26 sierpnia 2005(dts) |
| Rekord Ameryki Południowej | Marílson dos Santos   | 27:28,12 | Neerpelt  | 2 czerwca 2007(dts)   |
| Rekord Ameryki Północnej   | Galen Rupp            | 26:44,36 | Eugene    | 30 maja 2014(dts)     |
| Rekord Australii i Oceanii | Ben St. Lawrence      | 27:24,95 | Palo Alto | 1 maja 2011(dts)      |
| Rekord Azji                | Ahmad Hassan Abdullah | 26:38,76 | Bruksela  | 5 września 2003(dts)  |
| Rekord Europy              | Mohamed Farah         | 26:46,57 | Eugene    | 3 czerwca 2011(dts)   |

## Wyniki
Źródło: worldathletics.org.
| Pozycja | Zawodnik               | Państwo           | Czas     | Uwagi |
| ------- | ---------------------- | ----------------- | -------- | ----- |
| 01 !    | Joshua Cheptegei       | Uganda            | 26:48,36 | WL    |
| 02 !    | Yomif Kejelcha         | Etiopia           | 26:49,34 | PB    |
| 03 !    | Rhonex Kipruto         | Kenia             | 26:50,32 |       |
| 4.      | Rodgers Kwemoi         | Kenia             | 26:55,36 | PB    |
| 5.      | Andamlak Belihu        | Etiopia           | 26:56,71 |       |
| 6.      | Mohammed Ahmed         | Kanada            | 26:59,35 | NR    |
| 7.      | Lopez Lomong           | Stany Zjednoczone | 27:04,72 | PB    |
| 8.      | Yemaneberhan Crippa    | Włochy            | 27:10,76 | NR    |
| 9.      | Hagos Gebrhiwet        | Etiopia           | 27:11,37 |       |
| 10.     | Shadrack Kipchirchir   | Stany Zjednoczone | 27:24,74 | SB    |
| 11.     | Alex Korio             | Kenia             | 27:28,74 | PB    |
| 12.     | Sondre Nordstad Moen   | Norwegia          | 28:02,18 |       |
| 13.     | Leonard Korir          | Stany Zjednoczone | 28:05,73 |       |
| 14.     | Soufiane Bouchikhi     | Belgia            | 28:15,43 |       |
| 15.     | Aron Kifle             | Erytrea           | 28:16,74 |       |
| 16.     | Rodrigue Kwizera       | Burundi           | 28:21,92 | PB    |
| 17.     | Abdallah Kibet Mande   | Uganda            | 28:31,49 |       |
| 18.     | Onesphore Nzikwinkunda | Burundi           | 29:11,50 |       |
| -       | Hassan Chani           | Bahrajn           | DNF      |       |
| -       | Thierry Ndikumwenayo   | Burundi           | DNF      |       |
| -       | Julien Wanders         | Szwajcaria        | DNF      |       |